# كلية العلوم الاقتصادية والتصرف بتونس
كلية العلوم الاقتصادية والتصرف بتونس، هي أكبر وأقدم كلية لتدريس الاقتصاد في تونس. يرجع تأسيس كلية العلوم الاقتصادية والتصرف بتونس إلى 1958  وقد كانت في الأول منضوية تحت جامعة تونس ثم أصبحت تابعة لجامعة تونس المنار. تحتضن الكلية عدة وحدات أبحاث متخصصة في المالية والتسويق والتصرف والمحاسبة. تخرج من الكلية عدد هام من مسؤولي الدولة، وقد ظلت الكلية الاقتصادية الوحيدة قبل أن تنشأ كليات أخرى في صفاقس والمهدية وجندوبة. يوجد مقر الكلية في المركب الجامعي بالمنار حيث تقتسمه مع كلية الحقوق والعلوم السياسية، إلا أنه من المقرر أن تنتقل قريبا إلى ضاحية المروج. ويقع التدريس حاليا أيضا في فرع أحدث في منطقة الشرقية. يتولى منصب عميد الكلية مسعود بوضياف.

## ديبلومات الكلية[3]

### الإجازات الأساسية
- الاقتصاد

اقتصاديات شبكة المنظمات: اقتصاد الأعمال
اقتصاديات المنظمة والشبكات: الاقتصاد الإدارية والصناعية
الاقتصاد والمالية الدولية
الاقتصاد والتصرف الكمي: النمذجة والمساعدة على اتخاذ القرار
الاقتصاد والتصرف الكمي: الهندسة الاقتصادية
اقتصاد المنظمات والشبكات
النقد والمالية والبنك
- التصـرف

المحاسبة
المالية
إدارة الأعمال
التسويق
- إعلامية التصرف

الاعلامية المطبقة في التصرف

### الإجازات التطبيقية
- الاقتصاد والتصرف الكمي

هندسة المخاطر: مالية، بنك، تامين
هندسة المعلومات الاقتصادية والإحصاء
- النقد والمالية والبنك

النقد والمالية والبنك
- الاقتصاد والمالية الدولية

تقنيات التجارة العالمية
- إدارة الأعمال

التصرف في المؤسسات الصغرى والمتوسطة
- التسويق

تجارة التوزيع وتقنيات البيع
- المالية

التصرف في عمايات ما بعد الأسواق المالية
- المحاسبة

التصرف المحاسبي
- الاقتصاد
- التصـرف

### ماجستيرات البحث
- العلوم الاقتصادية

الاقتصاد والمالية الدوليان
الاقتصاد النقدي والبنكي
- التصرف

تسويق
مالية
إدارة الأعمال
- الاقتصاد الكمي
- محاسبة
- العلوم الاقتصادية
- اقتصاد رياضياتي واقتصاد قياسي
- مالية
- تسويق
- الاقتصاد النقدي والمصرفي
- الاقتصاد والمالية الدوليان
- علوم المحاسبة
- إدارة الأعمال والتنظيم

### ماجستيرات مهنية
- محاسبة
- الأعمال التجارية الدولية
- البنوك
- التقييم والتصرف في المخاطر في المالية والتامين
- الإحصاء التطبيقي
- البنوك والأسواق المالية
- التصرف في المؤسسات

### شهادات الأستاذية
- علوم المحاسبة

الاعلامية المطبقة في التصرف
إدارة الأعمال
التسويق
المالية
الاقتصاد الدولي
الاقتصاد الصناعي
اقتصاد قياسي
الاقتصاد المالي والبنكي
- البحث التشغيلي

### الدكتوراه
- علوم المحاسبة

علوم اقتصادية
علوم التصرف

### التأهيل الجامعي
- علوم اقتصادية

علوم التصرف